# 车宏年
车宏年（1959年1月1日—），男，汉族，祖籍河北省景县，出生于山东省济南市。中国民运人士、作家和《零八宪章》首批签署人。

## 生平
1975年：高中毕业后做临时工。1976年：招工进入济南机床一厂。1977年：上书国务院副总理邓小平，提出开放思想、言论自由。1985年：考上电大，半工半读。1987年：上书邓小平，指出腐败已在中共各个细胞中繁殖，社会已发出共产党下台呼声。1989年：因参加民运坐牢2年；捕前系济南第一机床厂工艺处化验员。1990年5月：济南市各界自治联合会的成员6人被审。1991年3月：被当局判“反革命宣传煽动罪”两年。在看守所写了《社会主义阵营全面崩溃》一文，指出社会主义经过70多年的试验，证明这一制度失败了。
1998年10月1日和5日：分别向江泽民、朱镕基及《美国之音》寄去两封信，主张在经济特区的基础上实施民主开放特区，及对中国政府签署《公民权利和政治权利国际公约》，表示欢迎，并提出了本人观点要求全国人大尽快通过这一国际公约。后被济南市国家安全局叫去，车轮式查问此事24小时。同年前往杭州参听王有才的开庭，因公安封锁无法进入法庭，见到群众抗议，后来赶到西湖广场，向人群发表简短演讲。当天返回济南市家中，市公安局由局长带随从到家进行传唤，继续问两封信。随后的一个多月当局派人跟踪，寸步不离。
1999年1月13日：济南市国保人员到本人所办的农场，宣布以“危害国家安全罪”劳动教养3年。在劳教所期间，提出行政复议无效，每年6月4日，绝食一天。解除劳教后，仍坚持不懈地以和平、理性地与各界人士积极推动和支持国家的变革。
2008年12月签署《零八宪章》，是首批签署人。2011年10月加入独立中文笔会。